# Września
Września (deutsch Wreschen) ist eine Stadt in der polnischen Woiwodschaft Großpolen. Sie ist Sitz der gleichnamigen Stadt-und-Land-Gemeinde mit 47.425 Einwohnern (Stand 31. Dezember 2020).

## Geographische Lage
Die Stadt liegt in der historischen Region Posen, an der Wreschnitza (poln. Wrześnica), etwa 46 Kilometer ostsüdöstlich der Stadt Posen.

## Geschichte

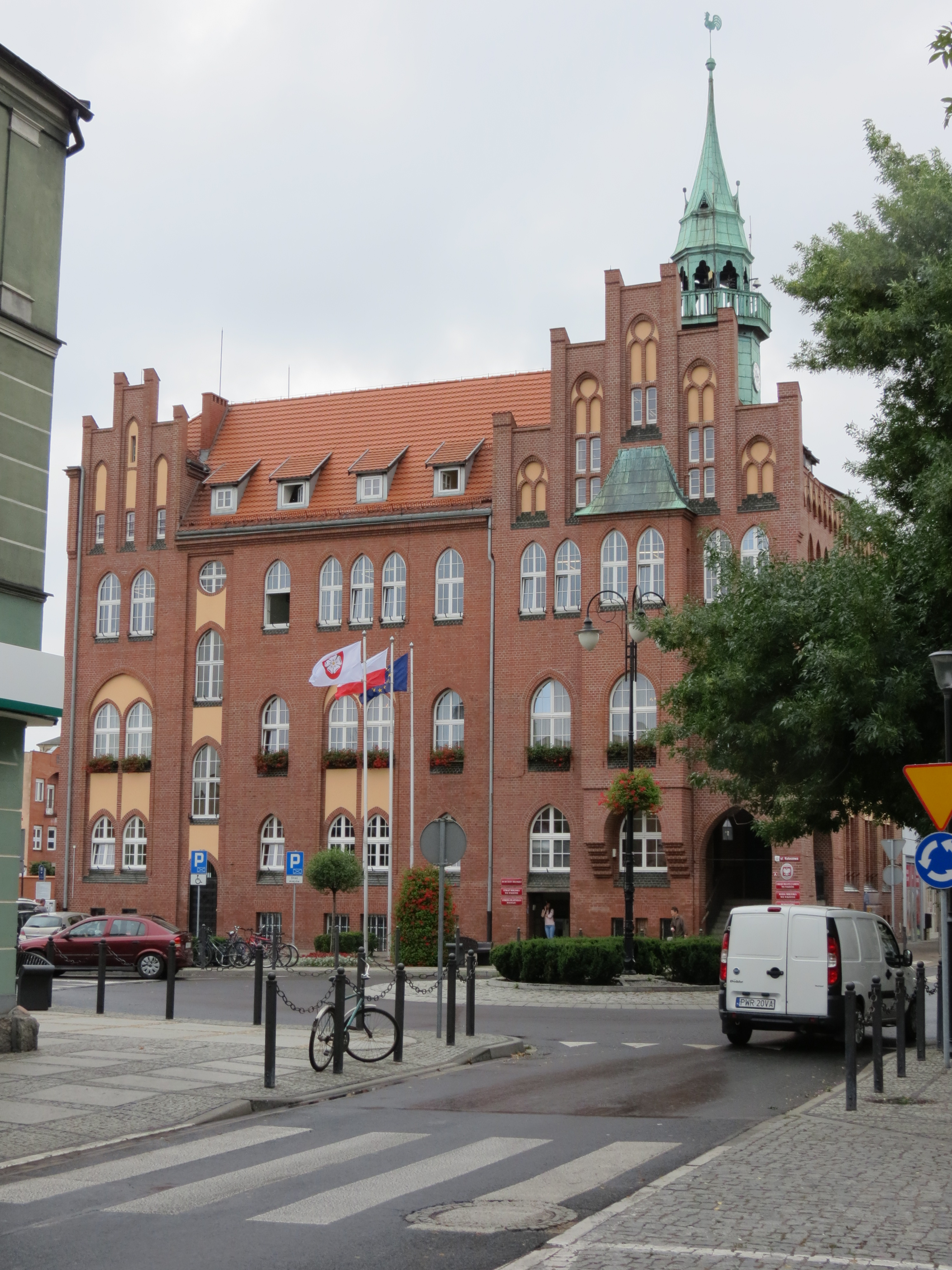
Rathaus (2013)

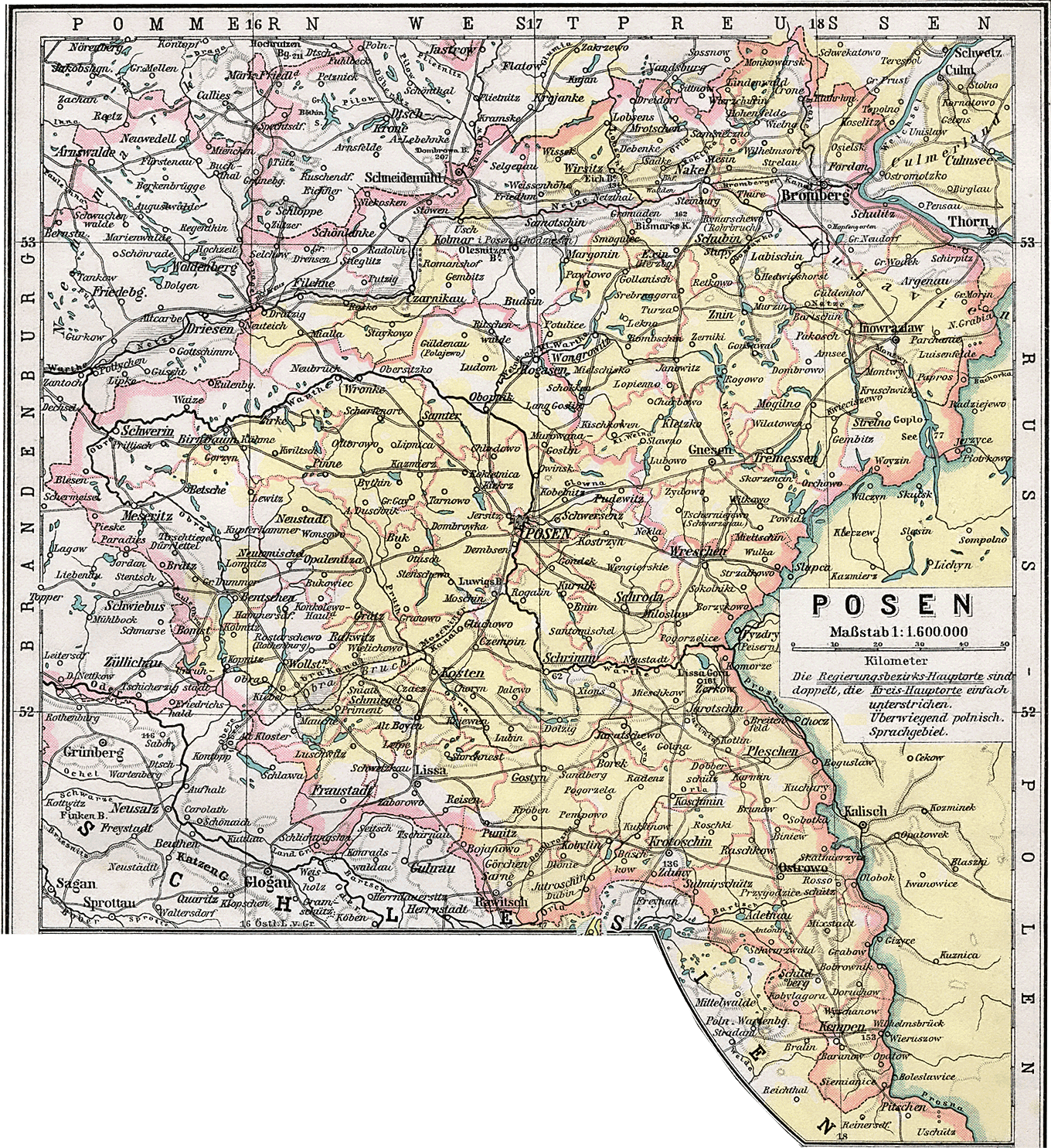
Wreschen, ostsüdöstlich der Stadt Posen und südlich der Stadt Gnesen, auf einer Landkarte der Provinz Posen von 1905 (gelb markierte Flächen kennzeichnen Gebiete mit seinerzeit mehrheitlich polnischsprachiger Bevölkerung)

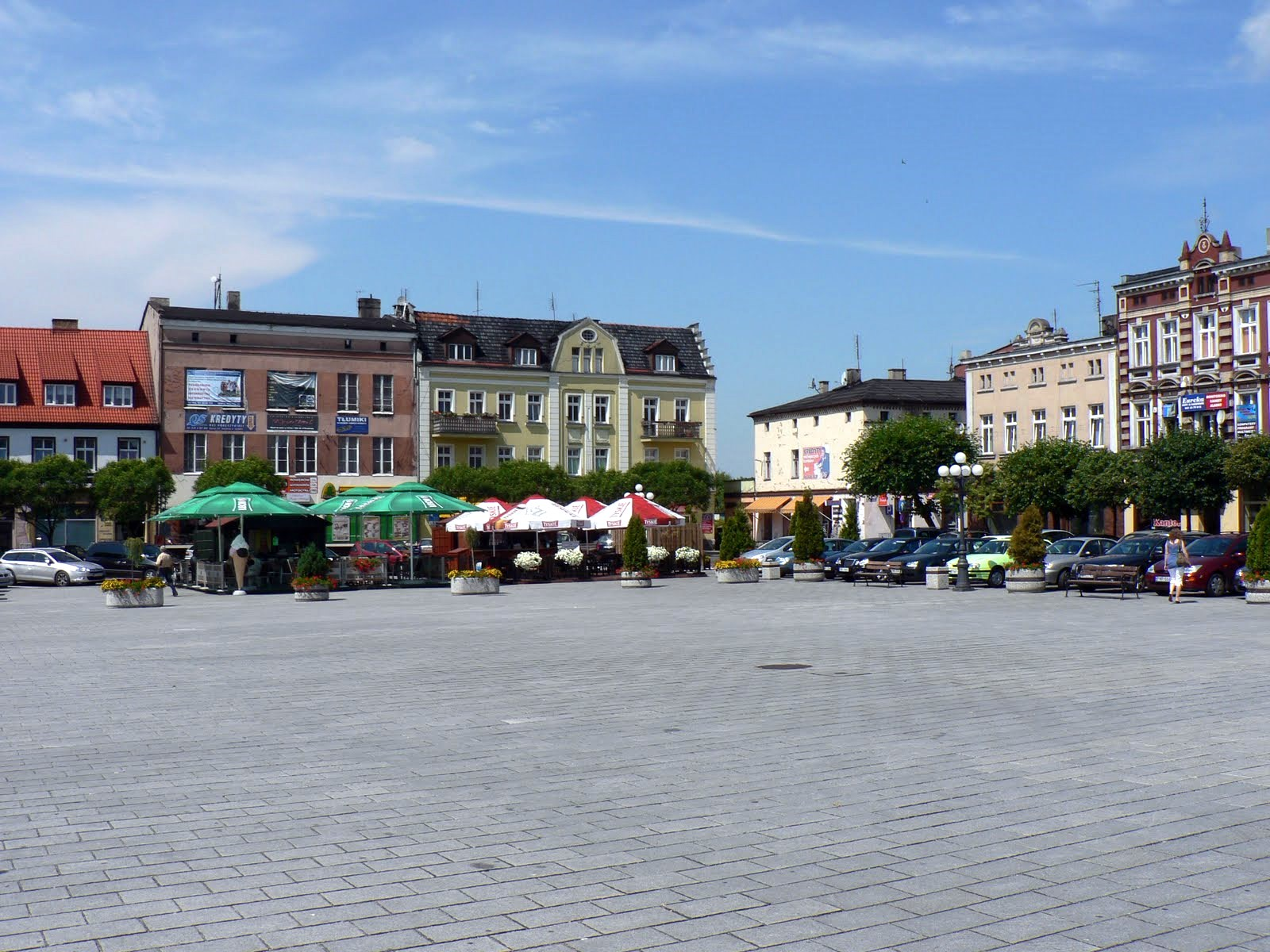
Marktplatz (2010)

Der Name der Stadt stammt von einem Heidekraut, das in der Gegend verbreitet war. Vermutlich wurde zunächst der Fluss Wreschnitza so genannt und später nach dem Fluss auch der Ort.

### Mittelalter
Besitzer der Gegend war ab dem 10. Jahrhundert bis in die erste Hälfte des 16. Jahrhunderts die Familie Poraje. Die erste urkundliche Erwähnung einer Siedlung an der Stelle der Ortschaft, damals Vresc genannt, stammt aus dem Jahr 1256. Im 13. Jahrhundert änderte sich die Wirtschaftsstruktur des Ortes, und der Handel wurde wichtig. Die Stadt lag an dem Weg von Gnesen nach Pyzdry (Peisern) und war nicht von einer Stadtmauer umgeben.
1317 wurde der Ort Wressna und 1364 Wresna genannt. Erstmals als Stadt erwähnt wurde er 1357 in einem Brief eines Krakauer Bischofs. Das Stadtrecht wurde also offenbar schon früher vergeben. 1449 wurde der Ort Wreszna genannt, 1527 Wresnija und nur drei Jahre später Wrzesznya.
Im Krieg gegen die Schweden wurde der Ort 1664 (andere Quellen nennen 1656) niedergebrannt. Dabei sind vermutlich die Dokumente über die Vergabe des Stadtrechtes verloren gegangen. 1671 wurde das Stadtrecht bestätigt, der Ort erhielt das Recht, einen Markt abzuhalten und regelmäßig einen Jahrmarkt zu veranstalten. Gleichzeitig war der Ort Sitz einer königlichen Zoll-Stelle.
Die Einwohner des Ortes waren überwiegend Polen, ab Mitte des 17. Jahrhunderts begannen Deutsche, sich anzusiedeln. In dieser Zeit entstand die evangelische Gemeinde, die 1778 von dem adligen Grundherrn Adam Poniński ein Areal für eine Kirche und einen Friedhof erhielt. Ein Jahr später wurde eine evangelische Schule eröffnet. Die dritte Religionsgemeinschaft war die der Juden, welche eine Synagoge und einen Friedhof besaßen.

### 19. Jahrhundert

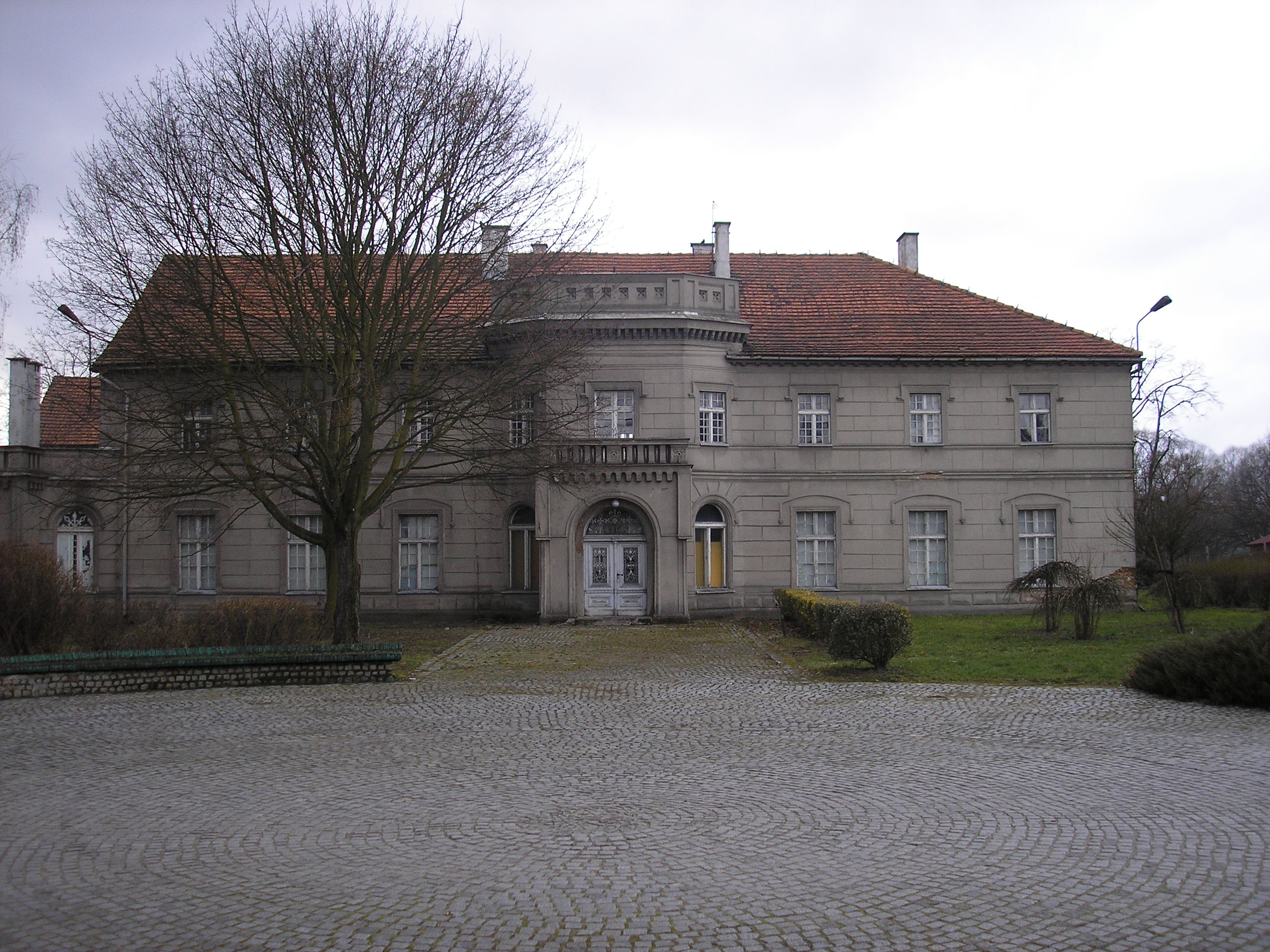
Ehemaliges Herrenhaus („Schloss“) (Aufnahme 2007)

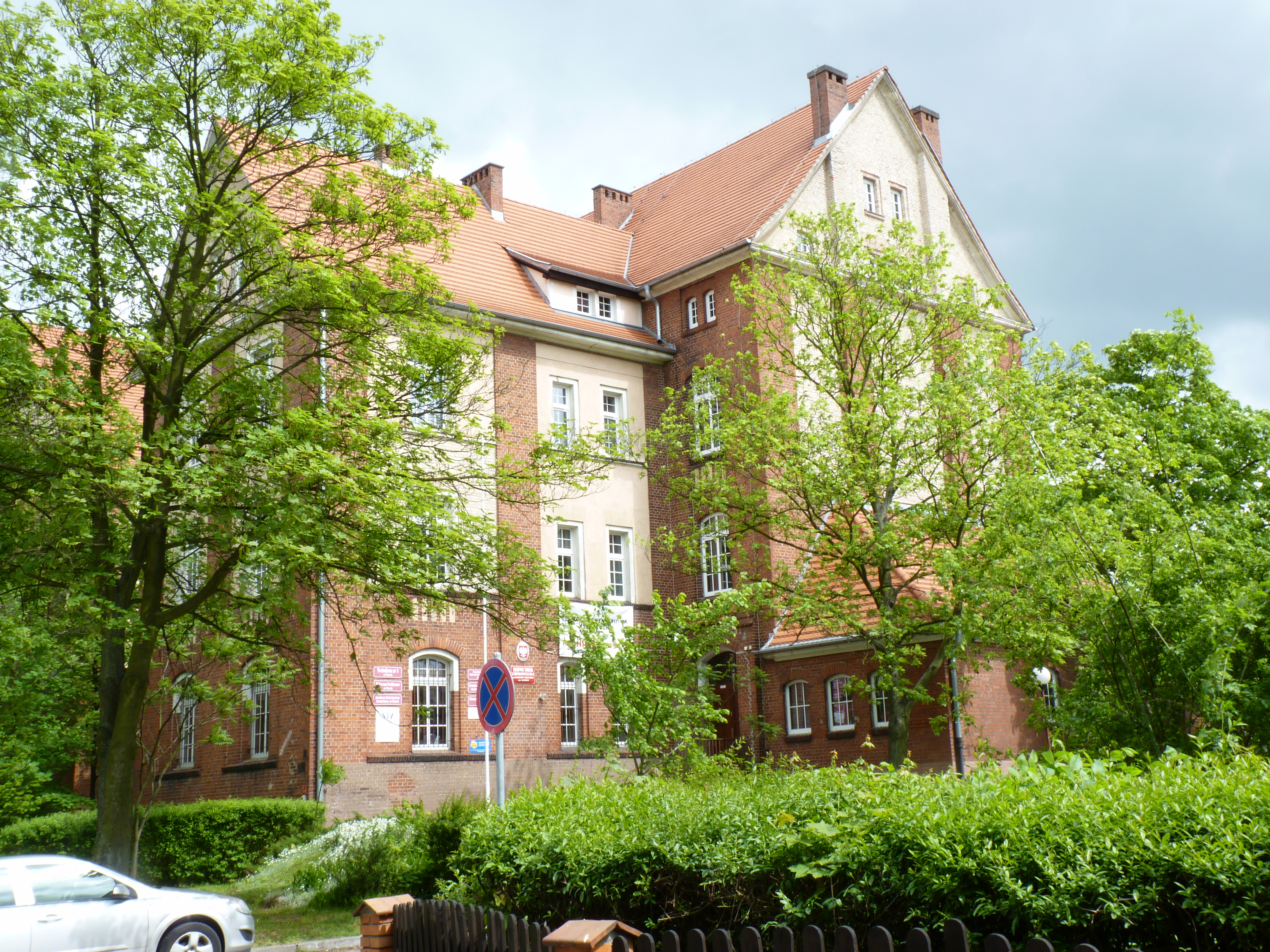
Gebäude der ehemaligen preußischen Garnisonsverwaltung (2014)

Nach der Zweiten Teilung Polens 1793 gehörte die Stadt zu Preußen. Von 1807 bis 1815 war sie Teil des Großherzogtums Warschau und wurde anschließend durch den Wiener Kongress Preußen zugesprochen. Wreschen wurde 1818 Sitz des neu gebildeten Landkreises Wreschen in der Provinz Posen.
Die Stadt war weiterhin in Privatbesitz der Familie Poniński. Erst 1833 wurde die Szlachta entmachtet, und die Stadt begann 1841 ihre Selbstverwaltung. Zu preußischer Zeit waren seit September 1840 Erstgeborene der Familie Poniński, die sich im Besitz der Herrschaft Wreschen befanden, berechtigt, den preußischen Adelstitel „Graf Poniński-Wreschen“ zu führen. Zur Herrschaft Wreschen gehörte ein umfangreicher Güterkomplex. Letztes Mitglied dieser Familie, das sich im Besitz der Herrschaft Wreschen befand, war Helene von Ponińska (* 6. Oktober 1872), Herrin auf Wreschen, Tochter von Eduard Marcel Graf Poniński-Wreschen (1810–1893), die sich am 29. September 1896 zu Wreschen mit Eduard Graf Mycielski vermählt hatte.

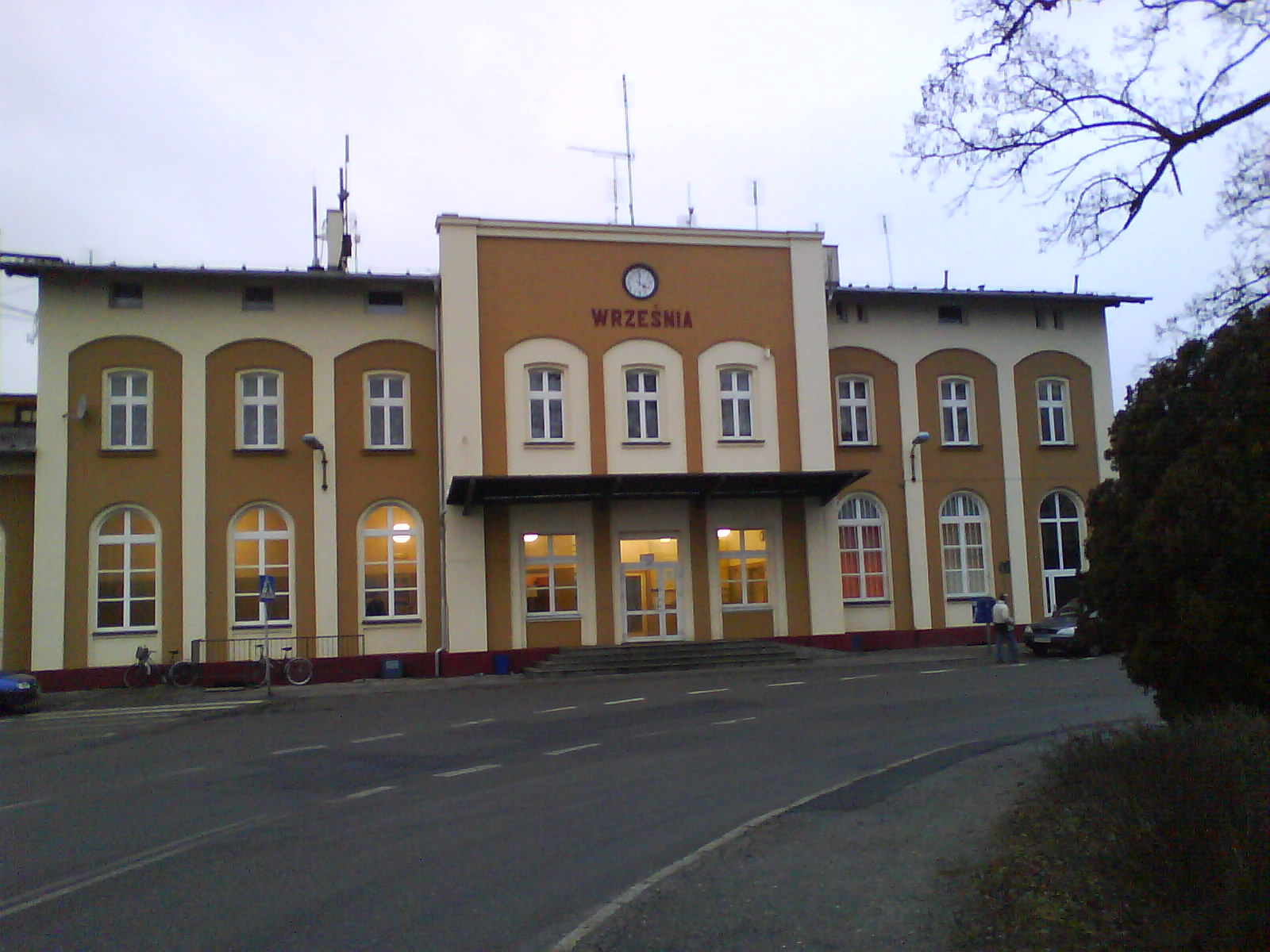
Empfangsgebäude des Bahnhofs (Aufnahme 2008)

Ab dem 19. Jahrhundert belebte sich die Wirtschaft in Wreschen deutlich. Ein Landratsamt, ein Amtsgericht sowie ein Kreislazarett wurden errichtet. 
Wreschen war ein Hauptpunkt des Polnischen Aufstandes 1848 im Großherzogtum Posen.
1875 erfolgte der Anschluss an das Eisenbahn-Netz. Der Bahnhof lag an den Strecken Jarotschin–Gnesen, Wreschen–Strzalkowo und Glowno–Wreschen der Preußischen Staatsbahn. Wreschen war Ausgangspunkt der Wreschener Kreisbahn.
Es entstanden unter anderem eine Fabrik für Landmaschinen, eine Zuckerfabrik und ein Elektrizitätswerk. Des Weiteren gab es im Ort ein Warendepot der Reichsbank, einen Vorschussverein, eine Ölmühle, Dampfmahlmühlen und Getreidehandel.
1905 lebten etwa 7000 Menschen in der Stadt. 65,4 % waren Polen, 28,9 % Deutsche und 5,5 % Juden.

### Schulstreik in Wreschen 1901
Aufsehen erregte 1901 der Wreschener Schulstreik polnischer Kinder gegen den Schulunterricht in deutscher Sprache. In den Anfangszeiten der preußischen Herrschaft war der Schulunterricht noch weitgehend in polnischer Sprache erfolgt, Deutsch wurde als Fremdsprache gelehrt. Die preußische Verwaltung hatte sich insgesamt erhebliche Verdienste bei der Hebung des allgemeinen Bildungsniveaus erworben. So lag nach der Wiedergründung des polnischen Staates nach dem Ersten Weltkrieg der Prozentsatz der Analphabeten in den ehemals preußischen Gebieten nahe bei null, während er in den ehemals russischen Teilen Polens bis zu 30 % erreichte.
Vor allem unter dem Druck nationalistischer Interessengruppen, insbesondere des sogenannten Ostmarkenvereins, hatte die preußische Regierung jedoch ihre Politik gegenüber der polnischen Minderheit im Lande zunehmend verschärft, und die deutsche Sprache wurde zur verbindlichen Schulsprache, zuletzt im katholischen Religionsunterricht, was zu heftigen Protesten und zu Auseinandersetzungen zwischen Eltern und Lehrpersonal führte. Von Wreschen ausgehend kam es zu einem wochenlangen Schulstreik polnischsprachiger Schüler, die damit gegen die Maßnahmen der preußischen Regierung protestierten. Der Streik, der sich auf benachbarte Orte ausbreitete und zu Verhaftungen führte, endete erst Ostern 1904.
Von der großen Mehrheit der Parteien im Reichstag wurde das Agieren der preußischen Regierung scharf kritisiert und als Bankrotterklärung deutsch-preußischer Kulturpolitik angesehen.

### 20. und 21. Jahrhundert
Um 1910 hatte Wreschen – außer einer ganzen Reihe von Einrichtungen der öffentlichen Kreis- und Stadtverwaltung – eine evangelische Pfarrkirche, eine katholische Pfarrkirche, eine Höhere Knabenschule, eine Höhere Mädchenschule, ein Krankenhaus, eine Badeanstalt, eine Sparkasse, eine Spar- und Darlehnskasse, eine Niederlassung des Kreditvereins, ein Elektrizitätswerk, Viehmärkte, Getreide-, Holz- und Weinhandel, eine Zementwarenfabrik, Hartsteinfabrikation, eine Maschinenfabrik, eine Schuhwarenfabrik, eine Käsefabrik, eine Zuckerfabrik, Molkereien, Mühlen, eine Brauerei, eine Spiritusbrennerei und eine Ziegelei. Außerdem war die Stadt Garnisonsstandort (3. Bataillon des Infanterieregiments Nr. 46). 1910 wurde die Kaserne erbaut. 1912 erhielt die Stadt eine Kanalisation.
Im Jahr 1918 war Wreschen Kreisstadt des Kreises Wreschen im Regierungsbezirk Posen der preußischen Provinz Posen im Deutschen Reich.
Gegen Ende des Ersten Weltkriegs kam es am 28. Dezember 1918 in Wreschen zu Übergriffen gegen die deutsche Bevölkerung. Nach Kriegsende musste die Stadt aufgrund der Bestimmungen des Versailler Vertrags am 10. Januar 1920 an die Zweite Polnische Republik abgetreten werden. Sie blieb weiterhin Kreisstadt. Nach Kriegsende wuchs die Stadt weiter; viele Häuser wurden errichtet, die Gleisanbindung wurde erweitert, und es wurde ein Stadion erbaut.
Nach dem Überfall auf Polen durch die deutsche Wehrmacht am 10. September 1939 wurde die Stadt wieder in das Reichsgebiet eingegliedert. Der Ort wurde Teil des Reichsgaus Posen und nach dessen Umbenennung 1940 Teil des Warthegaus. 
Nach Beginn des Zweiten Weltkriegs wurde 1940 die Synagoge von den Nationalsozialisten gesprengt. Während des Krieges wurde ein Kriegsgefangenenlager für französische Soldaten errichtet. Von April 1941 bis Ende 1943 wurde ein Zwangsarbeitslager für Juden betrieben. Es wurden Zwangsumsiedlungen polnischer Einwohner vorgenommen. Gegen Kriegsende erreichte die Rote Armee den Ort am 22. Januar 1945. Bald danach wurde die Region mit der Stadt von der Sowjetunion der Volksrepublik Polen zur Verwaltung überlassen.
Nach dem Krieg siedelten sich weitere Industriebetriebe an; einer der größten Arbeitgeber war die auch in westliche Länder exportierende Lautsprecherfabrik Tonsil.
1975 verlor die Stadt ihren Status als Sitz des Powiats, erlangte diesen aber bei einer erneuten Verwaltungsreform 1999 wieder.
Im Zuge der politischen Veränderungen in Polen seit 1989 und dem Übergang von der Planwirtschaft zur Marktwirtschaft wurden viele Betriebe, darunter auch die Tonsil-Fabrik, geschlossen und rund ein Drittel der Einwohner wurde arbeitslos.
Gegen Ende der 1990er-Jahre gelang es durch die Einrichtung einer Sonderwirtschaftszone, wieder Unternehmen am Ort anzusiedeln. 2016 entstand auf einem 220 ha großen Gelände am Stadtrand ein neues Werk der Volkswagen AG. Dort wird die zweite Generation des VW Crafter gefertigt. Die Fabrik soll bei einer jährlichen Produktion von 85.000 Fahrzeugen bis zu 3000 Mitarbeiter beschäftigen.

### Demographie
| Jahr | Einwohner | Anmerkungen |
| ---- | --------- | --- |
| 1799 | 1276      | Stadt, mit zwei öffentlichen Gebäuden, zwei katholischen Kirchen, einer evangelischen Kirche, 214 Wohnhäusern (einem einzigen mit Ziegeldach), sieben Mühlen; von den Bewohnern sind 550 Juden, die übrigen zum Teil Polen                                       |
| 1803 | 2085      | Stadt |
| 1816 | 2341      | Stadt, davon 231 Evangelische, 929 Katholiken und 1181 Juden; nach anderen Angaben 2319 Einwohner |
| 1821 | 2640      | in 249 Privatwohnhäusern |
| 1826 | 2700      | adlige Stadt, mit einem Kreisamt, einem Friedensgericht, einer katholischen Kirche, einer lutherischen Kirche und 250 Häusern; unter den Einwohnern befinden sich viele Juden                                                                                    |
| 1837 | 3232      | Stadt |
| 1843 | 3391      | [ 6 ] |
| 1852 | 3153      | am Jahresende |
| 1855 | 3268      | am Jahresende |
| 1858 | 3189      | [ 6 ] |
| 1861 | 3347      | [ 6 ] |
| 1867 | 3610      | Stadtgemeinde, am 3. Dezember |
| 1871 | 3966      | Stadtgemeinde, am 1. Dezember, davon 660 Evangelische, 2391 Katholiken und 915 Juden |
| 1875 | 4260      | [ 12 ] |
| 1880 | 4780      | [ 12 ] |
| 1885 | 5035      | Stadt, am 1. Dezember, davon 780 Evangelische, 3413 Katholiken und 842 Juden |
| 1890 | 5227      | davon 891 Evangelische, 3683 Katholiken und 653 Juden (3300 Polen) |
| 1905 | 7007      | am 1. Dezember, einschließlich der Garnison (ein Infanteriebataillon Nr. 46), darunter 2024 mit deutscher Muttersprache (1718 Evangelische und 306 Katholiken) und 4581 mit polnischer Muttersprache (drei Evangelische und 4578 Katholiken), außerdem 386 Juden |
| 1910 | 7267      | am 1. Dezember, davon 2384 mit deutscher Muttersprache (1738 Evangelische, 326 Katholiken und 320 Juden) und 4792 mit polnischer Muttersprache (sechs Evangelische und 4786 Katholiken)                                                                          |

### Wappen
Das Wappen entstand aus dem Wappen der ersten Besitzer des Ortes, der Familie Poraje. Es ist eine fünfblättrige Blüte auf rotem Hintergrund. Das Wappen veränderte sich im Lauf der Geschichte kaum. Das erste Dokument, welches das Wappen des Ortes trägt, stammt aus dem Jahr 1564. Es enthält Informationen über die Steuerabgaben der Stadt und wurde von Józef Gołąbk unterzeichnet.

## Religionen

### Katholisches Kirchspiel

Katholische Pfarrkirche
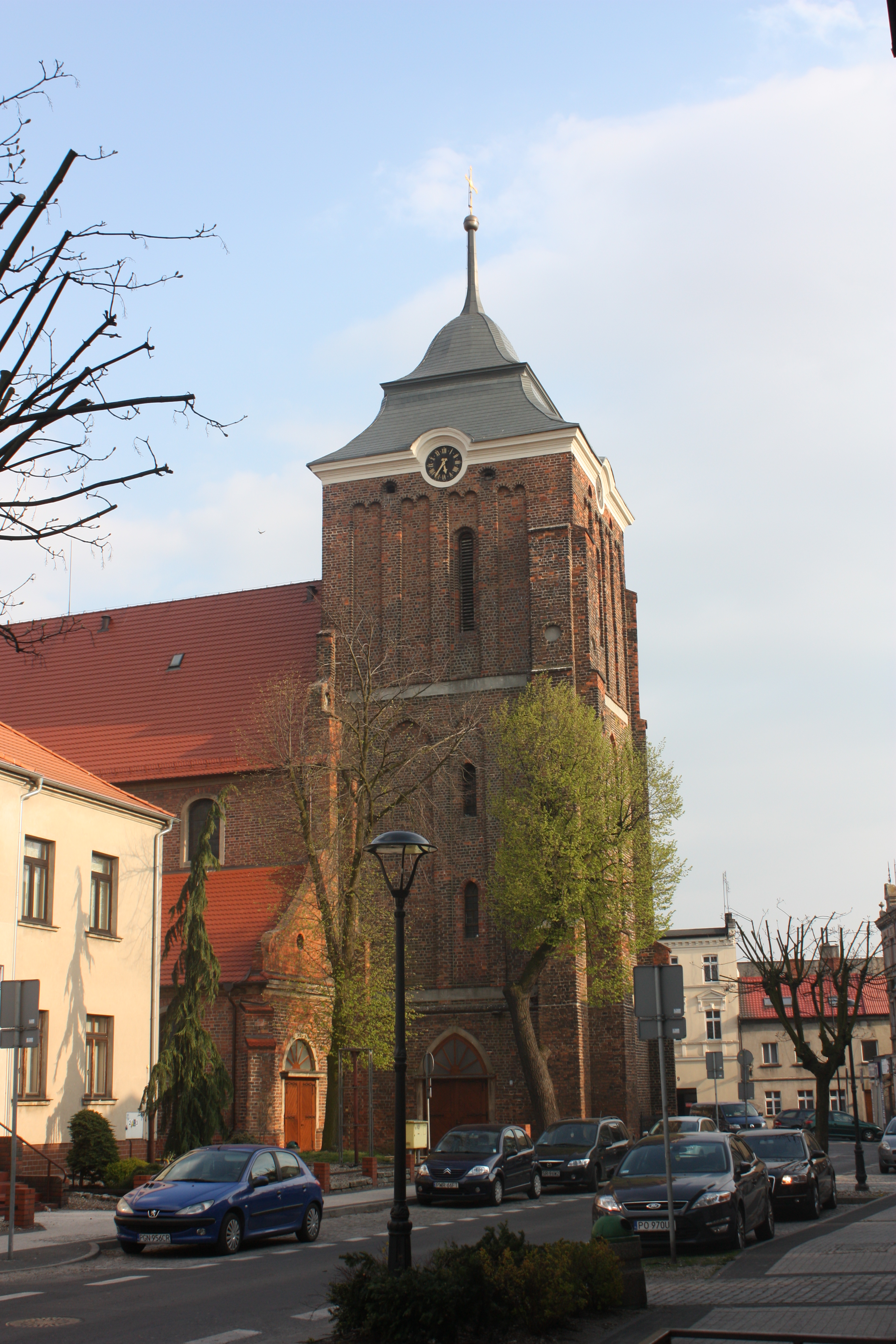
Nordseite des Kirchturms (2019)
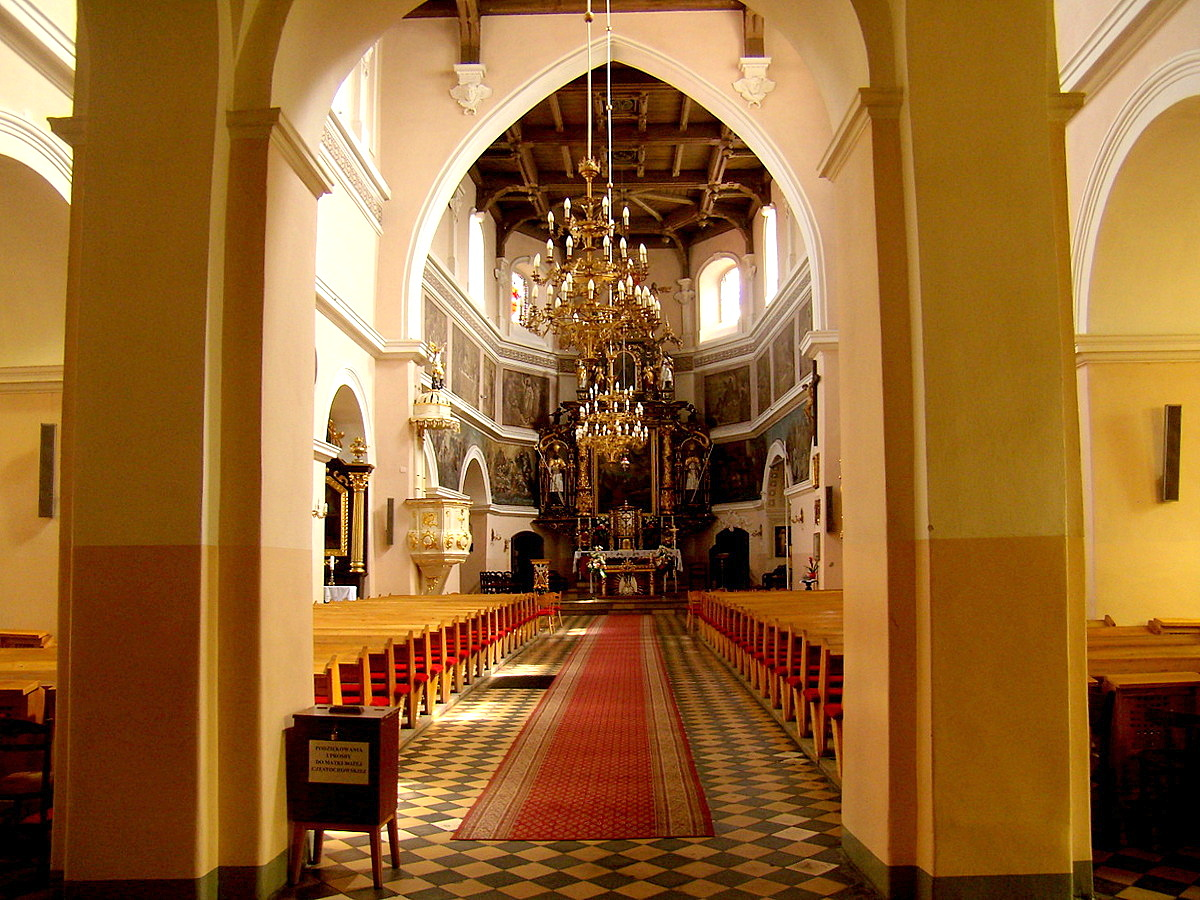
Gebetshalle (2013)
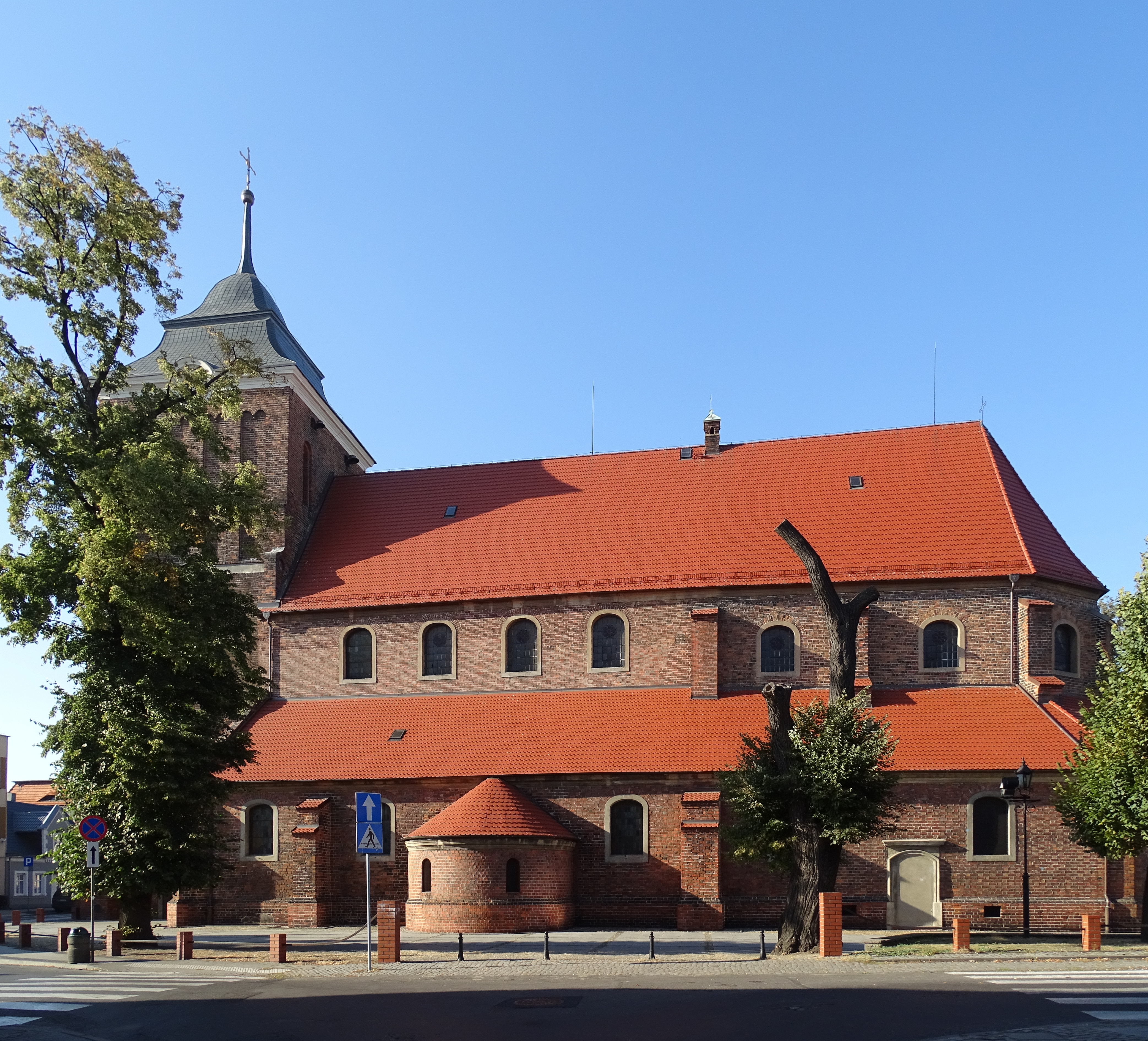
Südseite (2018)
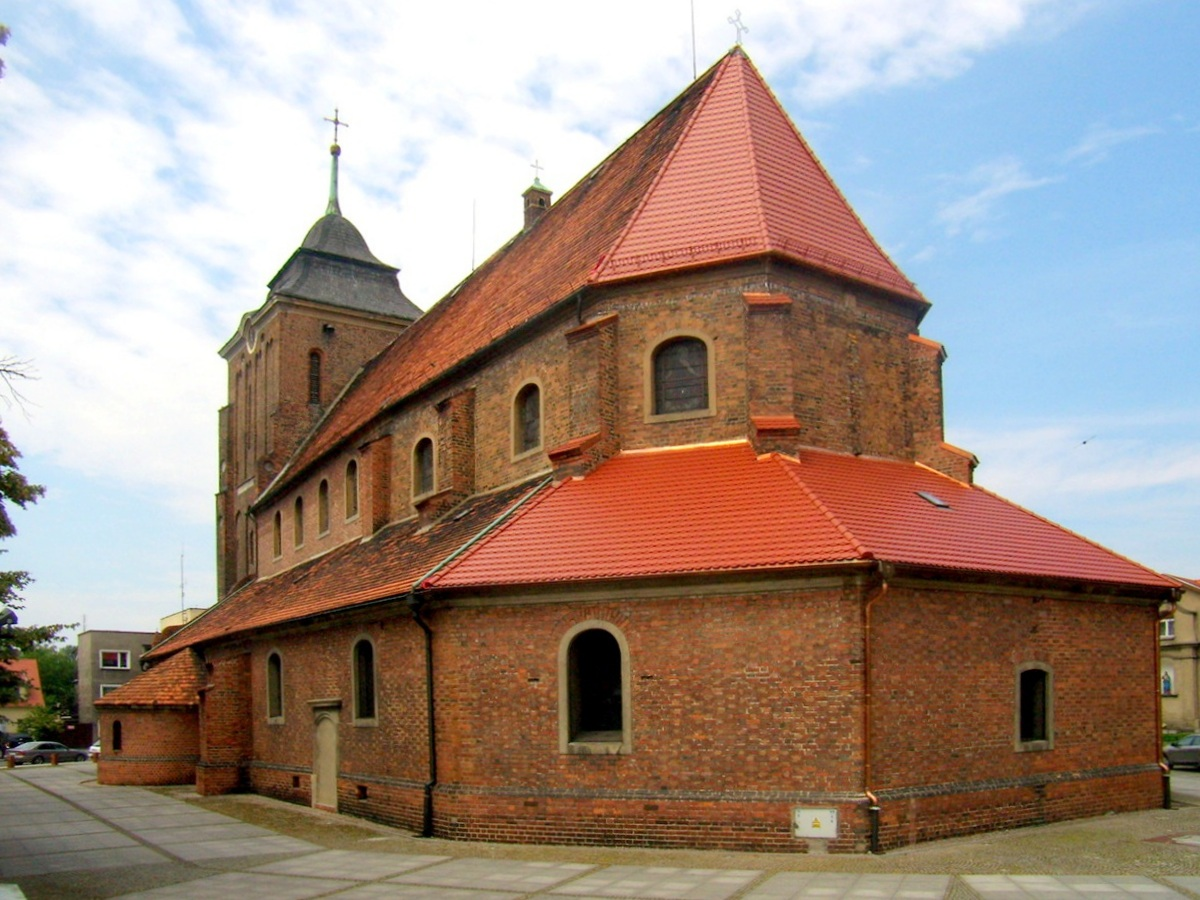
Rückseite des Kirchenschiffs (2013)
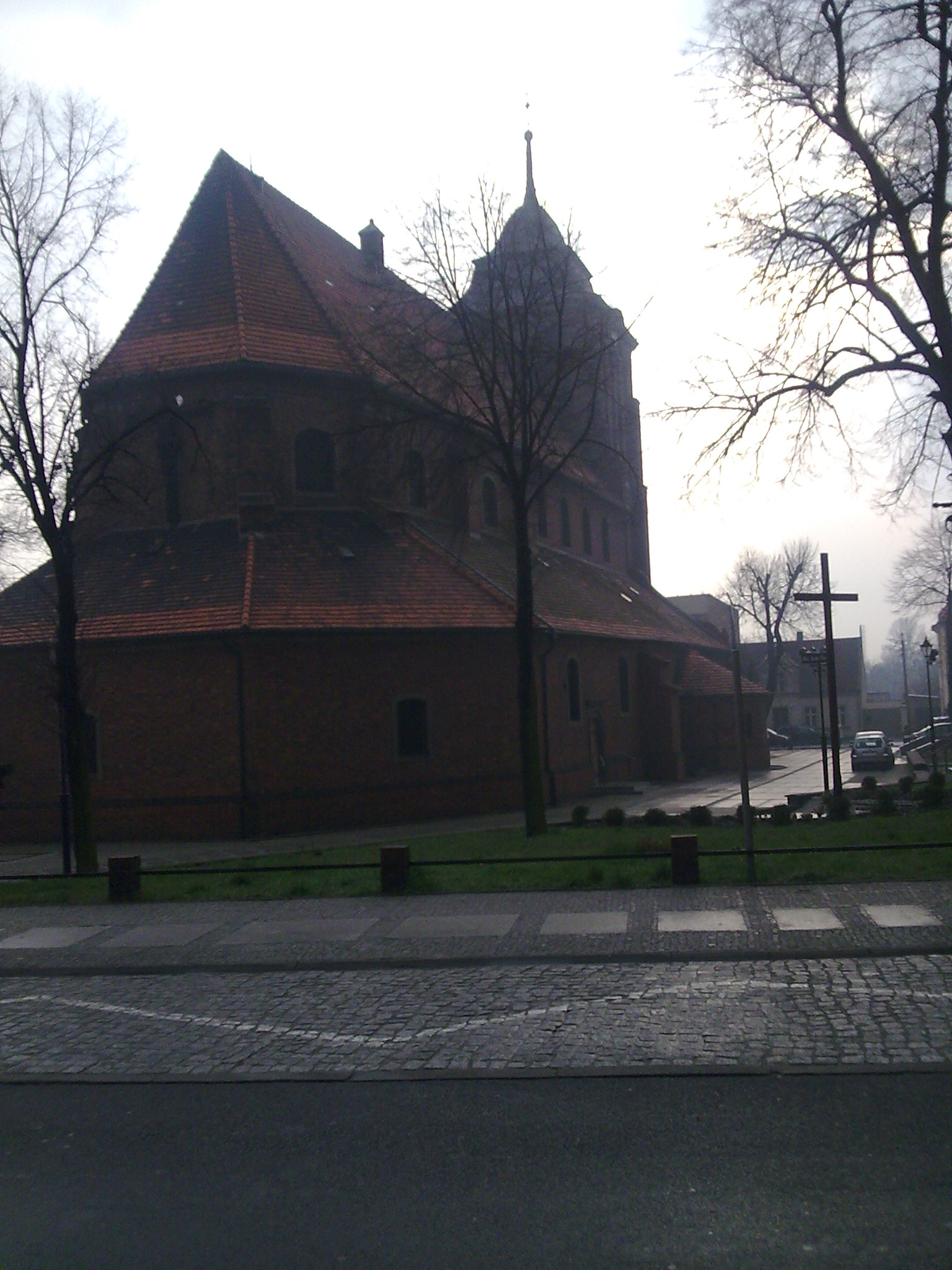
Nordost-Seite (2008)

Die katholische Stadtkirche ist eine spätgotische dreischiffige Basilika aus der Mitte des 15. Jahrhunderts, deren Mittelschiff die Seitenschiffe bedeutend überragt. An dem Backsteingebäude wurden mehrfach bauliche Veränderungen und Erweiterungen vorgenommen. Gegen Ende des 15. Jahrhunderts wurde vor der Westseite des Mittelschiffs ein quadratischer Turm errichtet, der im Erdgeschoss nach Westen hin geschlossen ist und an der Südseite wie an der Nordseite je ein Portal aufweist.
Im Jahr 1390 wurde der Pfarrer urkundlich erwähnt. Das Patronat übte im 19. Jahrhundert der Besitzer der Herrschaft Wreschen aus.

### Evangelisches Kirchspiel bis 1945

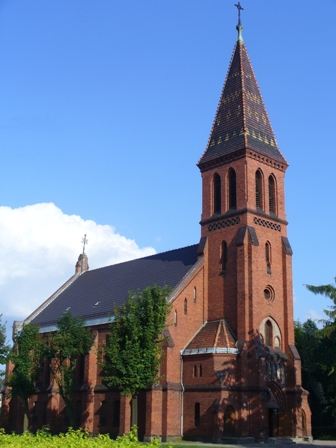
Ehemalige evangelische Kirche (2009), erbaut 1894

Die evangelische Kirchengemeinde bildete sich in Wreschen um das Jahr 1750; seit 1779 bestand hier ein selbständiges evangelisches Kirchspiel. Die weit verzweigte Gemeinde benutzte zunächst ein unzureichendes provisorisches Gebäude, das durch Umbau eines ehemaligen Gewächshauses entstanden war. 1894 wurde eine neue Pfarrkirche errichtet, die den bisher benutzten Putzbau ersetzte. Die gegen Ende des 19. Jahrhunderts in dem Neubau vorhandene Glocke trug am Hals die Umschrift:
Die evangelische Pfarrkirche wurde nach 1945 zugunsten der Römisch-katholischen Kirche in Polen zwangsenteignet.

### Jüdische Gemeinde

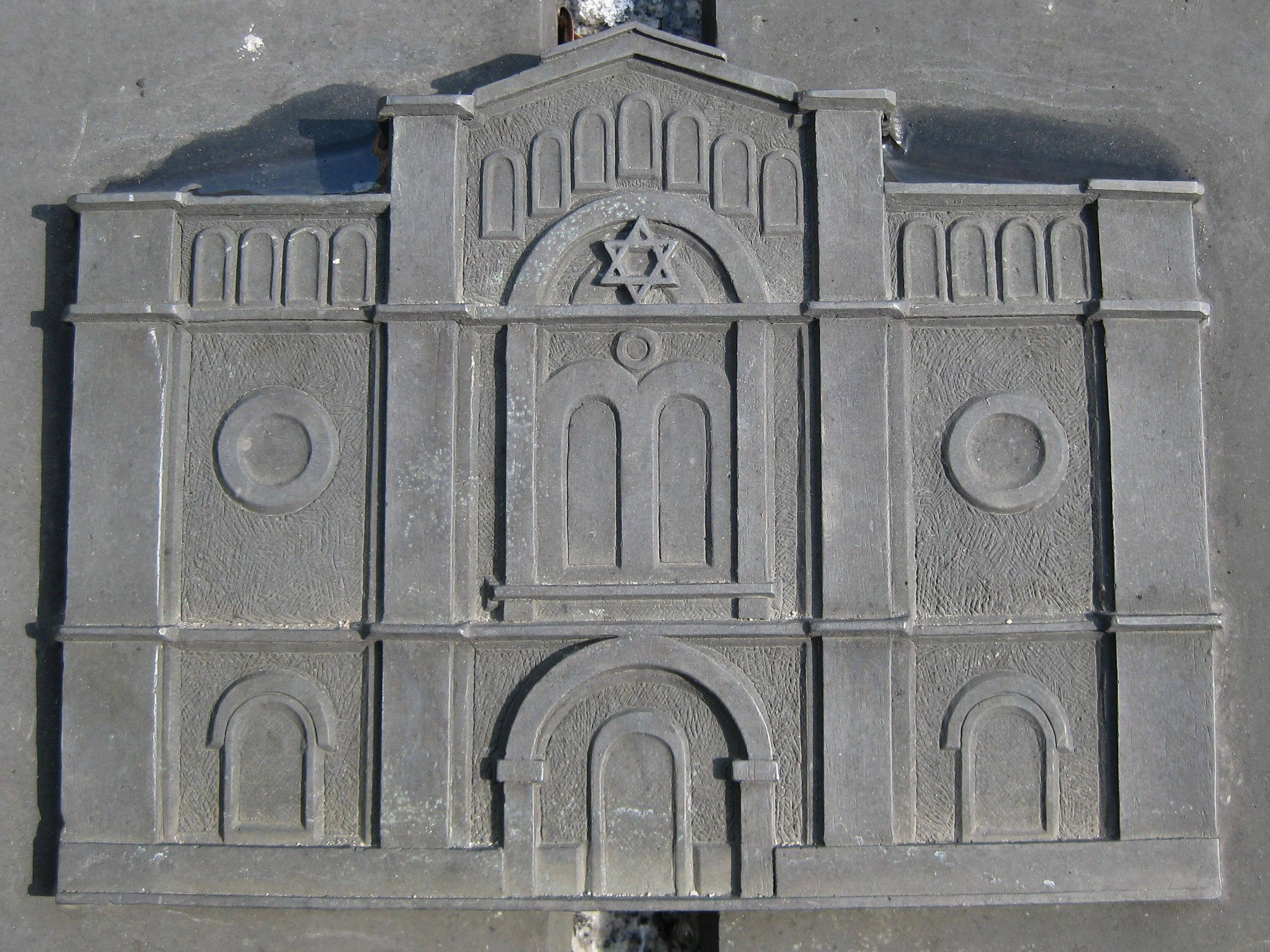
Abbildung der ehemaligen Wreschener Synagoge auf einer Gedenktafel des Jahres 2002

Die Einwohnerschaft Wreschens war um 1816 zur Hälfte jüdisch. 1837 brannte die hölzerne Synagoge ab. In der Nacht vom 14. auf den 15. April 1848 verübten marodierende polnische Insurgenten Gräueltaten an jüdischen Einwohnern. Im Jahr 1875 wurde eine neue Synagoge in massiver Bauweise errichtet. Während des Zweiten Weltkriegs wurde die Synagoge 1940 von den Nationalsozialisten gesprengt.

## Gemeinde
Zur Stadt-und-Land-Gemeinde (gmina miejsko-wiejska) Września gehören die Stadt selbst und 33 Dörfer mit Schulzenämtern.

## Verkehr
Im Bahnhof Września kreuzt sich die Bahnstrecke Warszawa–Poznań mit der Bahnstrecke Oleśnica–Chojnice, die seit 2018 für den Personenverkehr wieder benutzt wird.

## Persönlichkeiten
- Louis Lewandowski (1821–1894 in Berlin), deutsch-jüdischer Komponist
- Günther Niedenführ (1888–1961), deutscher Generalleutnant, Chef der Militärmission Argentinien, Militärattaché und Luftattaché
- Kurt Wendlandt (1917–1998), Kunstmaler, Grafiker, Illustrator, Autor
- Ernst Schultz (* 1943), deutscher Komponist, Musikproduzent, Sänger, Gitarrist und Keyboarder
- Roman Jakóbczak (* 1946), Fußballspieler
- Peter J. Lucas (eigentlich Piotr Józef Andrzejewski, * 1962), Schauspieler
- Jagoda Gruszczyńska (* 1995), Beachvolleyballspielerin
- Eryk Hampel (* 1997), Leichtathlet